# UFA水晶宮電影院

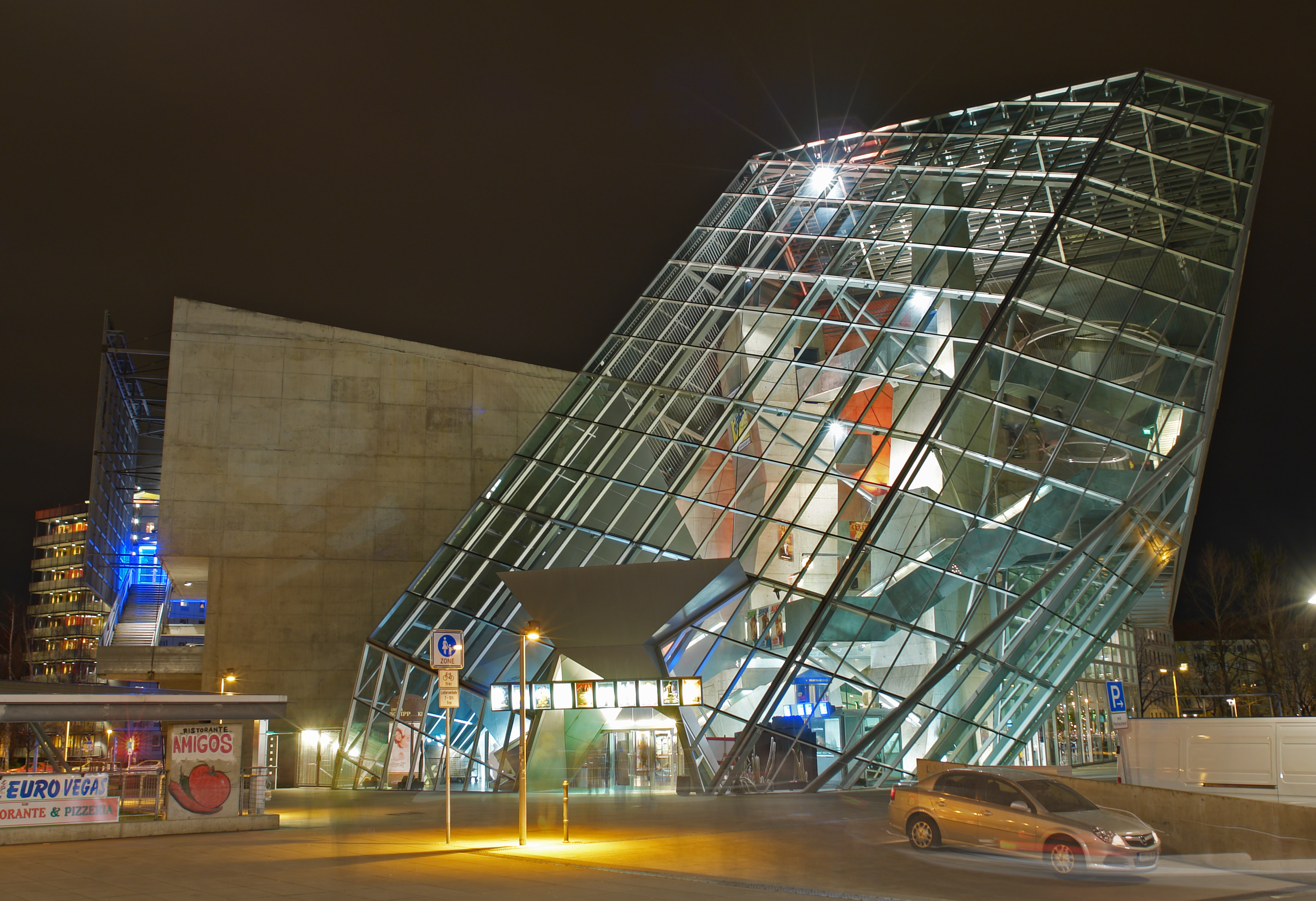
UFA水晶宮電影院

UFA水晶宮電影院（德語：Ufa-Kristallpalast）是位於德國德勒斯登的一座綜合電影院，於1998年3月26日開幕，5層樓建築中的八個影廳擁有2668個座位。

## 建築
UFA水晶宮電影院由奧地利的库柏·西梅布芬事务所（藍天組）設計，為一座解構主義建築，呈尖角外型。

## 外部連結
- 官方網站 （页面存档备份，存于） （德文）
- 於库柏·西梅布芬事务所的介紹 （页面存档备份，存于）

51°02′39″N 13°44′15″E / 51.0441°N 13.7375°E